# 厄瓜多爾擬四眼鱂
危瓜多爾擬四眼鱂，為輻鰭魚綱鯉齒目鰕鱂亞目溪鱂科的一種熱帶淡水魚，其种加词“monticola”意为“生长在山地的”。分布於南美洲厄瓜多東部淡水流域，體長可達3.3公分，棲息在流動快速且水質清澈的溪流底中層水域，生活習性不明。